# 山中正之
山中 正之（やまなか まさゆき、1968年4月6日 - ）は日本の二輪（オートバイ）レーサー。

## 人物・略歴
1993年にFIMインターナショナルライセンス取得後、プライベートチームハニー・ビーに所属。
MCFAJクラブマンロードレース選手権SB 3年連続シリーズチャンピオン、FIM世界耐久ロードレース選手権シリーズ 鈴鹿8時間耐久ロードレース20回出場、マカオグランプリ スーパースポーツクラス初参戦5位など活躍。2008年からはHONDAQCT明和レーシングチームから鈴鹿8時間耐久ロードレースに出場。2010年からは活動の場をモトクロスまで拡げる。
2015年から鈴鹿8時間耐久ロードレース出場の傍ら、マン島TTレース出場のためマンクス・グランプリに出場。ニューカマーCクラスで2位、日本人40年ぶりの表彰台と伝えられ、ヒストリーメーカーと呼ばれる。2016年2度目のマンクス・グランプリ出場を果たす。

## 主な戦歴
- 2018年 - マン島TTレース（スーパースポーツTTクラス レース１完走）
- 2017年 - マン島TTレース（スーパースポーツTTクラス 49位）
- 2016年 - マンクス・グランプリ（ジュニアマンクスGPレース 26位）（シニアマンクスGPレース 26位）
- 2015年 - マンクス・グランプリ（ニューカマーC 2位）（ライトウエイトクラス 9位）
- 2015～1994年 - FIM世界耐久ロードレース選手権シリーズ鈴鹿8時間耐久ロードレース（最上位19位）
- 2015～2010年 - MCFAJクラブマンロード・モトクロススポット参戦（多数回優勝）
- 2014年 - MCFAJクラブマンモトクロスE250（シリーズチャンピオン）
- 2005～2004年 - FIMアジア選手権 スーパースポーツ（シリーズランキング3位）
- 2004年 - マカオグランプリ スーパースポーツクラス（5位）
- 1999年 - MFJロードレースエリア選手権GP250 （シリーズチャンピオン）